# ブルーストッキング (競走馬)
ブルーストッキング（Bluestocking、2020年2月11日 - ）は、イギリスの競走馬。主な勝ち鞍は2024年のプリティポリーステークス、ヴェルメイユ賞、凱旋門賞。

## 概要

### 2歳（2022年）
2022年9月29日のソールズベリー競馬場の条件戦をロブ・ホーンビーを背にデビューして初勝利を挙げた。

### 3歳（2023年）
5月20日のフィリーズトライアルステークス(L)にロッサ・ライアンを背に出走して2着。6月22日のリブルスデールステークス(G2)ではランフランコ・デットーリを背に出走して3着となった。
7月22日のアイリッシュオークス(G1)にはコリン・キーンを背に2番人気で出走。セーブザラストダンスから2馬身ほど後方を追走して、直線ではセーブザラストダンスを交わすも巻き返されてしまい半馬身差の2着に敗れた。
その後は8月24日のヨークシャーオークス(G1)にライアンと組んで出走するもウォームハートの4着。9月16日のスタンドカップ(L)はホーンビーを背に2着に敗れた。
10月21日のブリティッシュ・チャンピオンズ・フィリーズ&メアズステークス(G1)にはライアンを背に4番人気で出走して、逃げるポプトニックを追い上げるも捕え切れずにクビ差の2着に敗れた。

### 4歳（2024年）
5月16日のミドルトンフィリーズステークス(G2)では、5頭立ての3番手に付けて追走。直線半ばで持ったままの状態で先頭に立つと、鞍上の仕掛けに反応して瞬く間に差を広げて2着フリーウインドに6馬身差を付ける圧勝を果たした。
続く6月29日のプリティーポリーステークス(G1)には単勝オッズ2.1倍の1番人気で出走。道中では好位から中団にかけて追走。直線では押し切り態勢のエミリーアップジョンを糸を引くような末脚で鮮やかに差し切って半馬身差でG1初制覇を果たした。
その後は7月27日のキングジョージ6世&クイーンエリザベスステークス(G1)に3番人気で出走。序盤は最後方で位置取りを上げて6番手で最終コーナーを回るも、直線抜け出したゴリアットを捕らえられずに2馬身1/4差の2着に敗れた。
8月21日のインターナショナルステークス(G1)は2番人気で出走。ドゥレッツアと並んで中団を追走するもシティーオブトロイの4着に敗れた。
9月15日のヴェルメイユ賞(G1)は単勝オッズ5.0倍の2番人気で出走。好発馬を切って縦長となった展開で2番手を確保。フォルスストレートで逃げ馬の内を突いて先頭に立ち、馬体を併せようとするアヴァンチュールを突き放して最後は3/4馬身差を付けて2度目のG1制覇を挙げた。
その後は追加登録料の12万ユーロを支払って10月6日の凱旋門賞(G1)に出走。PMUオッズでは6.7倍の3番人気、JRAオッズでは5.6倍の2番人気となった。レースはアヴァンチュールに1馬身1/4差を付けて3度目のG1制覇を挙げた。馬主のジュドモントは凱旋門賞7勝目で歴代最多タイとなった。
10月28日、現役を引退して2025年よりイギリスのバンステッドマナースタッドで繁殖入りすることをジュドモントファームの公式サイトで発表された。

## 血統表
| ブルーストッキングの血統 | ブルーストッキングの血統                                                             | ブルーストッキングの血統                                                             | （血統表の出典）                                                                     | （血統表の出典） |
| 父系                     | サドラーズウェルズ系                                                                 | サドラーズウェルズ系                                                                 | サドラーズウェルズ系                                                                 | [ § 2 ]          |
| 父 Camelot 鹿毛 2009     | 父の父Montjeu 鹿毛 1996                                                              | Sadler's Wells                                                                       | Northern Dancer                                                                      | Northern Dancer  |
| 父 Camelot 鹿毛 2009     | 父の父Montjeu 鹿毛 1996                                                              | Sadler's Wells                                                                       | Fairy Bridge                                                                         |                  |
| 父 Camelot 鹿毛 2009     | 父の父Montjeu 鹿毛 1996                                                              | Floripedes                                                                           | Top Ville                                                                            | Top Ville        |
| 父 Camelot 鹿毛 2009     | 父の父Montjeu 鹿毛 1996                                                              | Floripedes                                                                           | Toute Cy                                                                             |                  |
| 父 Camelot 鹿毛 2009     | 父の母Tarfah 鹿毛 2001                                                               | Kingmambo                                                                            | Mr. Prospector                                                                       | Mr. Prospector   |
| 父 Camelot 鹿毛 2009     | 父の母Tarfah 鹿毛 2001                                                               | Kingmambo                                                                            | Miesque                                                                              |                  |
| 父 Camelot 鹿毛 2009     | 父の母Tarfah 鹿毛 2001                                                               | Fickle                                                                               | *デインヒル                                                                          | *デインヒル      |
| 父 Camelot 鹿毛 2009     | 父の母Tarfah 鹿毛 2001                                                               | Fickle                                                                               | Fade                                                                                 |                  |
| 母 Emulous 黒鹿毛 2007   | 母の父Dansili 黒鹿毛 1996                                                            | *デインヒル                                                                          | Danzig                                                                               | Danzig           |
| 母 Emulous 黒鹿毛 2007   | 母の父Dansili 黒鹿毛 1996                                                            | *デインヒル                                                                          | Razyana                                                                              |                  |
| 母 Emulous 黒鹿毛 2007   | 母の父Dansili 黒鹿毛 1996                                                            | Hasili                                                                               | Kahyasi                                                                              | Kahyasi          |
| 母 Emulous 黒鹿毛 2007   | 母の父Dansili 黒鹿毛 1996                                                            | Hasili                                                                               | Kerali                                                                               |                  |
| 母 Emulous 黒鹿毛 2007   | 母の母Aspiring Diva 鹿毛 1998                                                        | Distant View                                                                         | Mr. Prospector                                                                       | Mr. Prospector   |
| 母 Emulous 黒鹿毛 2007   | 母の母Aspiring Diva 鹿毛 1998                                                        | Distant View                                                                         | Seven Springs                                                                        |                  |
| 母 Emulous 黒鹿毛 2007   | 母の母Aspiring Diva 鹿毛 1998                                                        | Queen of Song                                                                        | His Majesty                                                                          | His Majesty      |
| 母 Emulous 黒鹿毛 2007   | 母の母Aspiring Diva 鹿毛 1998                                                        | Queen of Song                                                                        | Song Sparrow                                                                         |                  |
| 母系(F-No.)              | Miami系(FN:5-j)                                                                      | Miami系(FN:5-j)                                                                      | Miami系(FN:5-j)                                                                      | [ § 3 ]          |
| 5代内の近親交配          | デインヒル：M3×S4、Northern Dancer：S4×M5、Mr. Prospector：S4×M4、His Majesty：M4×M5 | デインヒル：M3×S4、Northern Dancer：S4×M5、Mr. Prospector：S4×M4、His Majesty：M4×M5 | デインヒル：M3×S4、Northern Dancer：S4×M5、Mr. Prospector：S4×M4、His Majesty：M4×M5 | [ § 4 ]          |
| 出典                     | 1. 2. 3. 4.                                                                          | 1. 2. 3. 4.                                                                          | 1. 2. 3. 4.                                                                          | 1. 2. 3. 4.      |

- 半弟にサセックスステークス勝ち馬のキラートがいる。
- 近親にケンタッキーダービー馬のマンダルーン[24]、JBCスプリント勝ち馬のタガノビューティーがいる。